# Lista de episódios de Unforgettable
Unforgettable é uma série estadunidense de drama policial criada por Ed Redlich e John Bellucci e exibida pela CBS. É baseada nas curtas histórias The Rememberer, de J. Robert Lennon. A série é estrelada por Poppy Montgomery como Carrie Wells, uma detetive exoneradada policia de Syracuse, Nova Iorque, que tem hyperthymesia, uma rara condição médica que da a ela a capacidade de se lembrar de tudo.

## Elenco

### Elenco principal
- Poppy Montgomery como Det. Carrie Wells (1.ª e 2.ª 3.ª 4.ª  temporada)
- Dylan Walsh como Lt. Al Burns (1.ª e 2.ª 3.ª 4.ª temporada)
- Jane Curtin como Dr. Joanne Webster (1.ª e 2.ª temporada)
- Kevin Rankin como Det. Roe Sanders (1.ª temporada)
- Michael Gaston como Det. Mike Costello (1.ª temporada)
- Daya Vaidya como Det. Nina Inara (1.ª temporada)
- Dallas Roberts como Eliot Delson (2.ª temporada)
- Tawny Cypress como Cherie Rollins-Murray (2.ª temporada)
- James Liao como Jay Lee (2.ª temporada)

## Resumo da série
| Temp. | Temp. | Episodios | Exibição Original EUA                  | Exibição Original EUA                   | Data de lançamento do DVD | Data de lançamento do DVD | Data de lançamento do DVD |
| Temp. | Temp. | Episodios | Início de Temporada                    | Final de Temporada                      | Região 1                  | Região 2                  | Região 4                  |
| ----- | ----- | --------- | -------------------------------------- | --------------------------------------- | ------------------------- | ------------------------- | ------------------------- |
|       | 1     | 22        | 20 de setembro de 2011                 | 8 de maio de 2012                       | 9 de julho de 2013        | 10 de setembro de 2012    | 3 de outubro de 2012      |
|       | 2     | 13        | 28 de julho de 2013 4 de abril de 2014 | 8 de setembro de 2013 9 de maio de 2014 | 24 de junho de 2014       | —                         | —                         |
|       | 3     | 13        | 29 de junho de 2014                    | 14 de setembro de 2014                  | —                         | —                         | —                         |
|       | 4     | 13        | 2015                                   | —                                       | —                         | —                         | —                         |

## Episódios

### 1.ª temporada (2011–2012)
Unforgettable (1.ª temporada)

### 2.ª temporada (2013-2014)
Unforgettable (2.ª Temporada)

### 3.ª temporada (2014)
Em 27/09/2013 A CBS renovou Unforgettable para sua 3.ª Temporada de 13 episódios com início para o verão Americano de 2014.
| Seq. | Ep. | Titulo             | Director          | Escritor                                                    | Exibido Originalmente  | Audiência EUA (milhões) |
| ---- | --- | ------------------ | ----------------- | ----------------------------------------------------------- | ---------------------- | ----------------------- |
| 36   | 1   | "New Hundred"      | Peter Werner      | Story by: Ed Decter Teleplay by: Ed Decter & Spencer Hudnut | 29 de junho de 2014    | 6.22                    |
| 37   | 2   | "The Combination"  | Matt Earl Beesley | Daniele Nathanson                                           | 6 de julho de 2014     | 6.20                    |
| 38   | 3   | "The Haircut"      | Matthew Penn      | Quinton Peeples                                             | 13 de julho de 2014    | 6.02                    |
| 39   | 4   | "Cashing Out"      | Jean de Segonzac  | Spencer Hudnut                                              | 20 de julho de 2014    | 6.39                    |
| 40   | 5   | "A Moveable Feast" | Andy Wolk         | Gina Gold & Aurorae Khoo                                    | 27 de julho de 2014    | 6.45                    |
| 41   | 6   | "Stray Bullet"     | Christine Moore   | Michael Reisz                                               | 3 de agosto de 2014    | 5.67                    |
| 42   | 7   | "Throwing Shade"   | Paul Holahan      | Michael Reisz                                               | 17 de agosto de 2014   | 6.28                    |
| 43   | 8   | "The Island"       | Oz Scott          | Michael Reisz                                               | 24 de agosto de 2014   | 6.39                    |
| 44   | 9   | "Admissions"       | Michael Pressman  | Sean Crouch                                                 | 30 de agosto de 2014   | 4.14                    |
| 45   | 10  | "Fire and Ice"     | Darnell Martin    | Story by: Ed Decter Teleplay by: Quinton Peeples            | 31 de agosto de 2014   | 6.02                    |
| 46   | 11  | "True Identity"    | Nick Gomez        | Sean Crouch & Daniele Nathanson                             | 7 de setembro de 2014  | 6.97                    |
| 47   | 12  | "Moving On"        | Paul Holohan      | Story by: Louisa Hill Teleplay by: Spencer Hudnut           | 14 de setembro de 2014 |                         |
| 48   | 13  | "DOA"              | Matt Earl Beesley | Quinton Peeples                                             | 14 de setembro de 2014 |                         |

### 4.ª temporada (2015)
A quarta temporada vai ao ar pelo canal A&E